# 서울방배초등학교
서울방배초등학교는 대한민국 서울특별시 서초구 방배동에 있는 공립 초등학교이다.

## 학교 연혁
- 1975.01.01 서울방배국민학교 설립인가
- 1975.03.01 초대 황규홍 교장 취임
- 1975.09.12 서울방배국민학교 개교(남성,사당,신중에서 분리수용, 44학급 3,190명)
- 1981.03.01 서울방배야구단 창단
- 1988.01.13 특수학급 설립 인가(2학급)
- 1996.03.01 서울방배초등학교로 교명 변경
- 1997.03.04 병설유치원 개원(3학급)
- 1997.06.10 급식실 개관
- 2000.09.01 컴퓨터실 개관
- 2005.09.10 개교 30주년 행사 및 과학실 현대화
- 2009.09.01 서울방배오케스트라 창단
- 2010.10.13 다목적 체육관 가온누리터 개관
- 2011.12.20 교실 바닥 개선 공사 (18개 교실)
- 2013.10.17 엘리베이터 설치 공사
- 2014.03.02 제2돌봄교실 설치(인테리어 및 전기)공사
- 2015.08.01 교실 내부 도장공사, 교사동 외부 도장공사
- 2016.09.30 에코스쿨 환경 조성
- 2017.02.20 과학실 현대화 사업 완료
- 2018.09.21 야구 안전망 설치, 운동장 데크 설치
- 2019.08.12 오케스트라실 시설 개선(냉난방기,바닥,환풍시설 등)
- 2020.03.26 방송실 이전, 운동장 조명 설치
- 2020.08.14 복도 양치대 개선, 교사동 내부 도장
- 2021.02.28 동관동 석면 제거, 전교실 냉난방기 교체
- 2021.03.21 방과후돌봄교실 설치, e-studio 설치
- 2021.04.30 본관화장실 리모델링
- 2021.08.13 계단 난간 교체, 동관 화장실 시설 개선

## 참고 자료
서울방배초등학교 - 한국교육학술정보원 학교알리미